# Roßlach (Steinberg)
Roßlach ist ein Gemeindeteil der Gemeinde Wilhelmsthal im Landkreis Kronach (Oberfranken, Bayern).

## Geographie
Der Weiler liegt am Eichenbühl (548 m ü. NHN) in einer Rodungsinsel. Eine Wirtschaftsweg führt nach Eichenleithen (0,7 km östlich) bzw. nach Schäferei (2,5 km nordöstlich).

## Geschichte
Gegen Ende des 18. Jahrhunderts gab es in Roßlach 4 Anwesen. Das Hochgericht übte das bambergische Centamt Kronach aus. Die Grundherrschaft über die 4 halben Söldengüter hatte das Rittergut Weißenbrunn-Steinberg.
Mit dem Gemeindeedikt wurde Roßlach dem 1808 gebildeten Steuerdistrikt Steinberg und der 1818 gebildeten Ruralgemeinde Steinberg zugewiesen. Am 1. Mai 1978 wurde Roßlach im Zuge der Gebietsreform in Bayern in die Gemeinde Wilhelmsthal eingegliedert.

### Einwohnerentwicklung
| Jahr      | 001818 | 001861 | 001871 | 001885 | 001900 | 001925 | 001950 | 001961 | 001970 | 001987 |
| Einwohner | 33     | 22     | 16     | 20     | 25     | 21     | 15     | 15     | 16     | 10     |
| Häuser    | 4      |        |        | 4      | 4      | 3      | 3      | 3      |        | 3      |
| Quelle    | [ 5 ]  | [ 7 ]  | [ 8 ]  | [ 9 ]  | [ 10 ] | [ 11 ] | [ 12 ] | [ 13 ] | [ 14 ] | [ 1 ]  |

## Religion
Der Ort ist römisch-katholisch geprägt und nach St. Pankratius in Steinberg gepfarrt.